# Fritz Decho
Fritz Decho (* 4. Januar 1932 in Leipzig-Möckern; † 25. Dezember 2002 in Berlin) war ein deutscher Schauspieler und Synchronsprecher.

## Leben
Decho absolvierte eine Schauspielausbildung an der Musikhochschule Leipzig; zu seinen Lehrern gehörte der Schauspieler Martin Flörchinger. Von 1950 bis 1952 war er am Jungen Ensemble Weimar unter Maxim Vallentin engagiert. Mit Vallentin wechselte er 1952 an das Berliner Maxim-Gorki-Theater. Ab 1960 arbeitete er als Schauspieler an der Berliner Volksbühne. 1966 wurde er künstlerischer Leiter des dortigen Studio-Theaters, wo er eigene Inszenierungen realisierte, unter anderem Alphabettgeschichten (1973). Ab 1977 arbeitete Decho als freier Schauspieler und Regisseur. Er trat auch mit eigenen literarisch-musikalischen Solo-Programmen auf.
Ab Anfang der 1950er Jahre übernahm Decho auch Filmaufgaben bei der DEFA, wo er hauptsächlich als Charakterdarsteller in profilierten Nebenrollen eingesetzt wurde. Er spielte zunächst in einigen Gegenwartsfilmen, unter anderem unter der Regie von Martin Hellberg, Slatan Dudow und Konrad Wolf. 1954 hatte er unter der Regie von Wolfgang Staudte eine kleine Rolle in dem Filmdrama Leuchtfeuer. In den 1960er Jahren übernahm er hauptsächlich Rollen in Kostümfilmen, Märchenfilmen und einigen Mantel-und-Degen-Filmen. Höflinge, Haushofmeister und Polizeikommissare gehörten zu seinem Rollenspektrum. In der Märchenverfilmung Die goldene Gans spielte er 1964 an der Seite von Karin Ugowski den Höfling Graf Ohnewitz. 1965 hatte er eine ähnlich gelagerte Rolle als Edelmann Graf Eitelfritz in dem Märchenfilm König Drosselbart, wieder mit Karin Ugowski als Partnerin und Manfred Krug in der Titelrolle. 1990 erhielt er seine erste Kinohauptrolle. In dem Familienfilm Der Streit um des Esels Schatten spielte er den Zahnarzt Struthion.

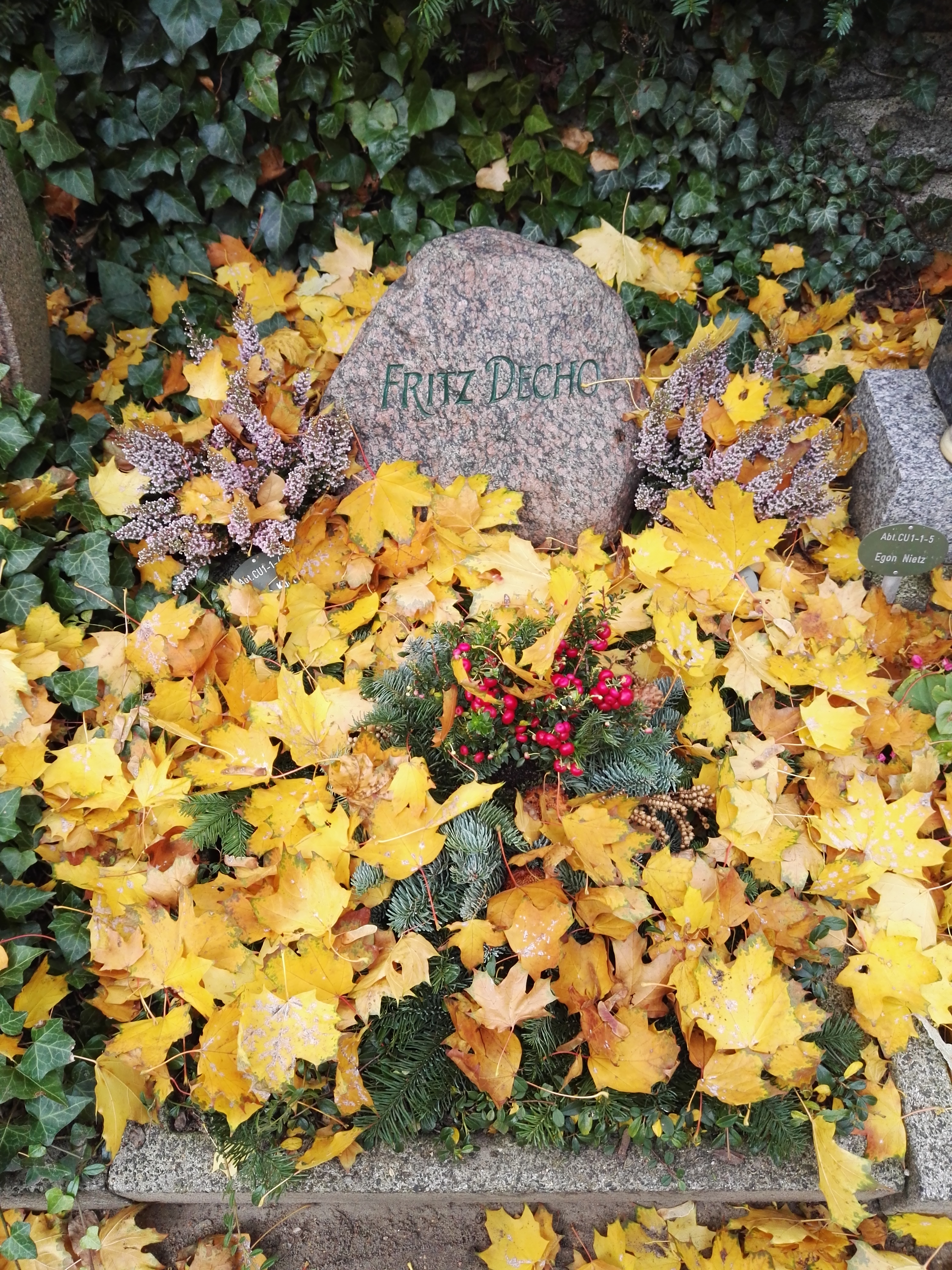
Grabstätte von Fritz Decho

Im Fernsehen der DDR übernahm er mehrere Hauptrollen in Komödien, meist in speziell fürs Fernsehen eingerichteten Bühnenaufführungen, so in Inszenierungen des Fernsehtheaters Moritzburg wie Mihail Sebastians Letzte Nachrichten (1972), Margot Schölzels Verbindlich reserviert (1981), Andor Koloszvaris Die unentschuldigte Nacht (1983) und Valentin Katajews Pension Butterpilz – Das Freizeitparadies (1984). Decho wirkte auch bei dem Stacheltier-Kurzfilm Letztes Fach unten rechts mit.
In den 1990er Jahren arbeitete Decho umfangreich als Synchronsprecher; er wirkte unter anderem bei der Neusynchronisation (1994) des Zeichentrickfilms Schneewittchen und die sieben Zwerge mit. 
Er gab weiterhin Solo-Abende mit eigenen Programmen und spielte gelegentlich Theater. Decho arbeitete neben seiner Tätigkeit als Schauspieler auch häufig als Sprecher bei Hörspielproduktionen. Außerdem gründete er das Kabarett „U. L. K.“ (Unabhängig-Literarisches Kabarett), den Vorläufer des „Berliner Brettl“, das 1993 von Michael W. Hansen übernommen wurde.
Sein Grab befindet sich auf dem Dorotheenstädtischen Friedhof.

## Filmografie
- 1953: Das kleine und das große Glück
- 1954: Stärker als die Nacht
- 1954: Leuchtfeuer
- 1954: Hexen
- 1955: Einmal ist keinmal
- 1955: Das Stacheltier – Letztes Fach unten rechts
- 1956: Mich dürstet
- 1956: Damals in Paris
- 1956: Thomas Müntzer – Ein Film deutscher Geschichte
- 1958: Geschwader Fledermaus
- 1959: Maria Stuart (Studioaufzeichnung)
- 1959: Kabale und Liebe
- 1959: Weimarer Pitaval: Der Fall Harry Domela (Fernsehreihe)
- 1960: Trübe Wasser
- 1960: Hatifa
- 1961: Septemberliebe
- 1961: Ein Sommertag macht keine Liebe
- 1962: Josef und alle seine Brüder (Fernsehfilm)
- 1962: Freispruch mangels Beweises
- 1963: Blaulicht: Heißes Geld (TV)
- 1964: Die goldene Gans
- 1964: Mir nach, Canaillen!
- 1965: König Drosselbart
- 1967: Turlis Abenteuer (Sprechrolle)
- 1967: Frau Venus und ihr Teufel
- 1971: Dornröschen
- 1971: Polizeiruf 110: Die Schrottwaage (TV)
- 1972: Der Mann, der nach der Oma kam
- 1973: Stülpner-Legende (TV)
- 1978: Brandstellen
- 1979: Duette: Hausmannskost/Das Vergnügen, sich zu trennen (Hausmannskost; Fernsehtheater Moritzburg)
- 1980: Johann Sebastian Bachs vergebliche Reise in den Ruhm
- 1980: Levins Mühle
- 1985: Der Doppelgänger
- 1987: Die Alleinseglerin
- 1988: Kai aus der Kiste
- 1990: Der Streit um des Esels Schatten
- 1992: Tandem (Fernsehfilm)

## Synchronrollen (Auswahl)

### Filme
- 1981: Takashi Shimura als Kurofuji in Sanjuro
- 1985: Jean Bouise als Priester in Weggehen und wiederkommen
- 1989: William Mervyn als Dr. Fintley in Heinrichs Bettgeschichten oder Wie der Knoblauch nach England kam
- 1992: Tito Vuolo als Luis, Kellner in Der Schatten des dünnen Mannes
- 1992: Robert Costanzo als Bail Bondsman in Fatale Begierde
- 1993: Seymour Cassel als Shakelford in Ein unmoralisches Angebot
- 1994: Billy Gilbert als Hatschi in Schneewittchen und die sieben Zwerge
- 1994: Branko Lustig als Oberkellner in Schindlers Liste

### Serien
- 1968: Henry Wilcoxon als Captain Bowers in FBI
- 1989: Mills Watson als Friar Tuck in Die Zeitreisenden
- 1992: Raymond Singer als Dr. Berman in M*A*S*H
- 1997: Henry Beckman als Dr. Rhodes in Rauchende Colts
- 1997: James Hong als Qwan in Diagnose: Mord

## Theater
- 1952: Miroslav Stehlik nach A. S. Makarenko: Der Weg ins Leben – Regie: Werner Schulz-Wittan/Achim Hübner (Maxim-Gorki-Theater Berlin)
- 1962: Gerhart Hauptmann: Florian Geyer (Sartorius) – Regie: Wolfgang Heinz (Volksbühne Berlin)
- 1963: Lope de Vega: Ritter vom Mirakel (Fähnrich Leonato) – Regie: Fritz Bennewitz (Volksbühne Berlin)
- 1964: Robert Planchon nach Alexandre Dumas der Ältere: Die drei Musketiere – Regie: Rudolf Vedral (Volksbühne Berlin)
- 1967: Georg Kaiser: Nebeneinander – Regie: Wolf-Dieter Panse (Volksbühne Berlin)
- 1968: Friedrich Schiller: Maria Stuart (Französischer Gesandter) – Regie: Fritz Bornemann (Volksbühne Berlin)

## Hörspiele
- 1963: Rolf Schneider: Der Ankläger – Regie: Fritz Göhler (Hörspiel – Rundfunk der DDR)
- 1964: Rudolf Kirsten: Die Teufelsmühle (Franz) – Regie: Flora Hoffmann (Kinderhörspiel – Rundfunk der DDR)
- 1967: Leonid Leonow: Professor Skutarewski (Taxator) – Regie: Helmut Hellstorff (Hörspiel – Rundfunk der DDR)
- 1967: Gerhard Stübe: John Reed. Dramatische Chronik in drei Teilen – Regie: Fritz Göhler (Hörspiel – Rundfunk der DDR)
- 1968: Ilja Konstantinowski: Verjährungsfrist – Regie: Helmut Molegg (Hörspiel – Rundfunk der DDR)
- 1969: Will Lipatow: Der Dorfdetektiv – Regie: Werner Grunow (Hörspiel – Rundfunk der DDR)
- 1970: Armand Lanoux: Der Hüter der Bienen – Regie: Fritz Göhler (Hörspiel – Rundfunk der DDR)
- 1976: Hans Skirecki: Hinter Wittenberge (Referent) – Regie: Barbara Plensat (Hörspiel – Rundfunk der DDR)
- 1976: Mark Twain: Die Abenteuer des Huckleberry Finn (John) – Regie: Theodor Popp (Kinderhörspiel – Litera)
- 1976: Lia Pirskawetz: Das Haus am Park (Liebig) – Regie: Barbara Plensat (Hörspiel – Rundfunk der DDR)
- 1981: Joachim Priewe: Heinrich Vogeler (Journalist) – Regie: Barbara Plensat (Biographie – Rundfunk der DDR)
- 1985: Franz Fühmann: Das blaue Licht – Regie: Barbara Plensat (Fantasy, Märchen für Erwachsene – Rundfunk der DDR)
- 1986: Stephan Göritz: Das sprechende Bild (Guilles Matthé) – Regie: Uwe Haacke (Kriminalhörspiel – Rundfunk der DDR)
- 1986:  Aleksandar Obrenović: Der süße Duft der Erneuerung (Jeremia) – Regie: Aleksandar Obrenović (Hörspiel – Rundfunk der DDR)
- 1986: Armenisches Volksmärchen: Anahit (Dieb) – Regie: Uwe Haacke (Kinderhörspiel – Rundfunk der DDR)